# Francis Guthrie

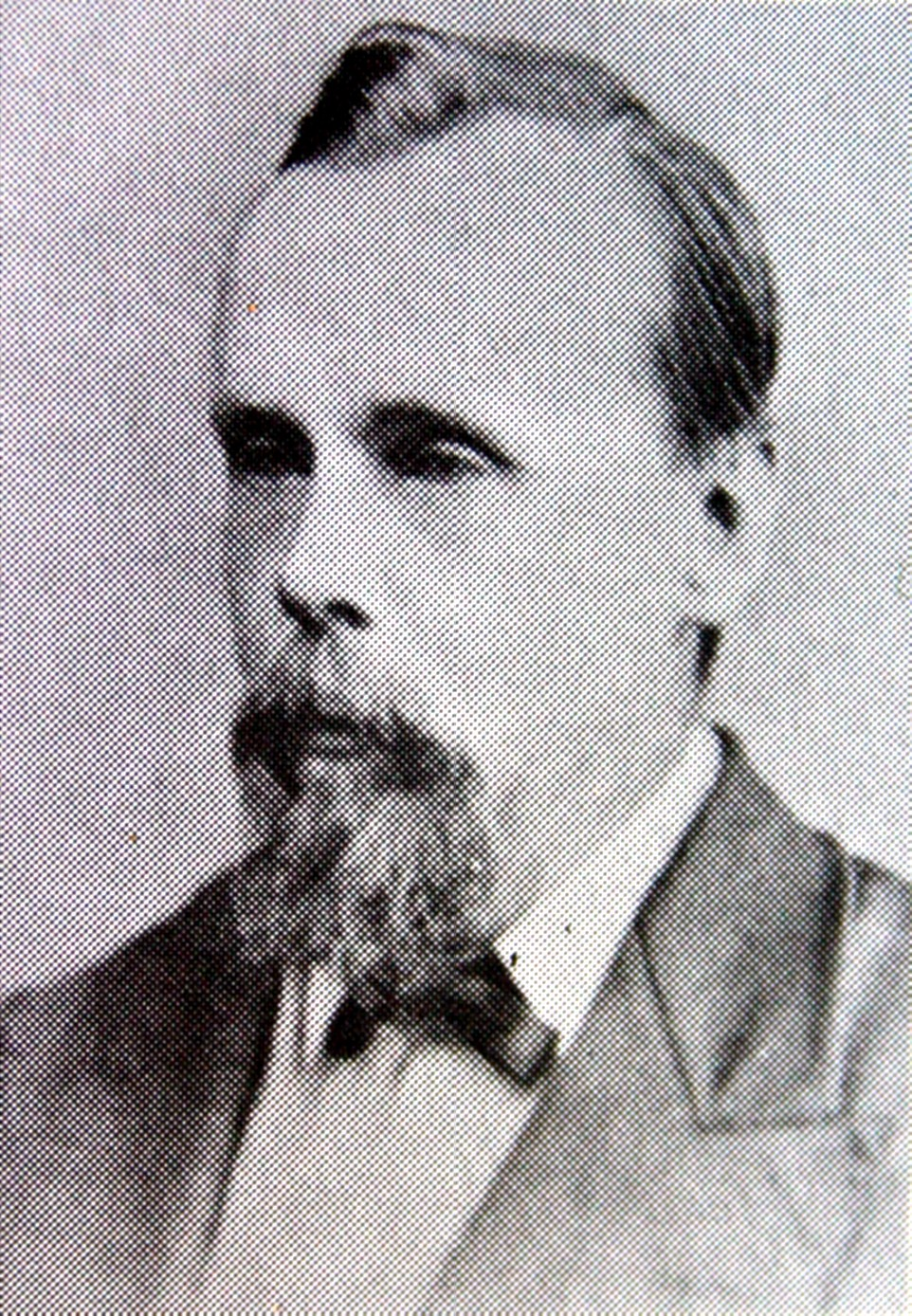
Francis Guthrie

Francis Guthrie (Londres, 22 de Janeiro de 1831 - Claremont, Cape Town, 19 de outubro de 1899) foi um matemático e botânico sul-africano.
Guthrie ganhou notoriedade por ter proposto, em 1852, o que hoje é conhecido como Teorema das quatro cores. Ao colorir um mapa dos condados da Inglaterra, ele notou que eram necessárias pelo menos quatro cores para que duas regiões que compartilhassem uma fronteira comum não tivessem a mesma cor. Ele postulou que quatro cores seriam suficientes para colorir qualquer mapa. Esse teorema permaneceu um dos mais famosos problemas não resolvidos em topologia por mais de um século até que foi finalmente provado em 1976 usando uma longa prova auxiliada por computador